# Мохамед Ісмаїл Ахмед Ісмаїл
Мохамед Ісмаїл Ахмед Ісмаїл (араб. اسماعيل احمد اسماعيل, нар. 7 липня 1983) — еміратський футболіст марокканського походження, захисник клубу «Аль-Айн» і національної збірної ОАЕ.

## Клубна кар'єра
У дорослому футболі дебютував 2009 року виступами за команду клубу «Аль-Айн», кольори якої захищає й донині. У сезоні 2017/18 став співавтором «золотого дубля» — його команда виграла чемпіонат ОАЕ і Кубок Президента. Як діючий чемпіон ОАЕ «Аль-Айн» на правах команди-господаря став учасником Клубного чемпіонату світу 2018, де неочікувано подолав усі етапи змагання і вийшов до фіналу, де, утім, не зміг нав'язати боротьбу представнику Європи, мадридському «Реалу».

## Виступи за збірну
2012 року дебютував в офіційних матчах у складі національної збірної ОАЕ.
У складі збірної був учасником кубка Азії з футболу 2015 року в Австралії. де провів дві гри.

## Титули і досягнення
- Чемпіон ОАЕ (4):

«Аль-Айн»: 2011-12, 2012-13, 2014-15, 2017-18
- Володар Суперкубка ОАЕ (3):

«Аль-Айн»: 2009, 2012, 2015
- Володар Кубка Президента ОАЕ (3):

«Аль-Айн»: 2008-09, 2013-14, 2017-18
- Володар Кубка ліги ОАЕ (1):

«Аль-Айн»: 2008-09
Збірні
- Бронзовий призер Кубка Азії: 2015